# Três Palmeiras

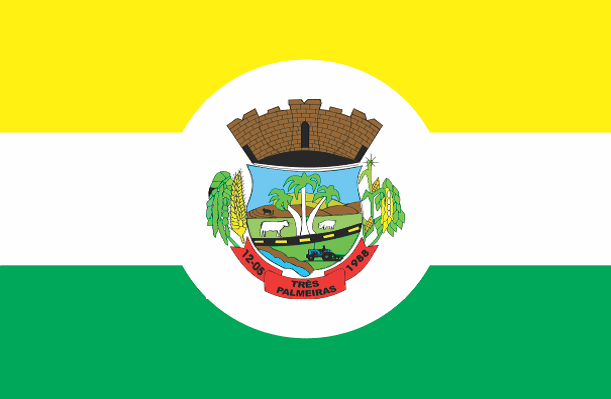
Bandera de Três Palmeiras

Três Palmeiras es un municipio brasileño del estado de Rio Grande do Sul.
Se encuentra ubicado a una latitud de 27º36'53" Sur y una longitud de 52º50'37" Oeste, estando a una altitud de 662 metros sobre el nivel del mar. Su población estimada para el año 2004 era de 4.410 habitantes.
- Datos: Q531078
- Multimedia: Três Palmeiras / Q531078